# 1963 في المغرب
فيما يلي قوائم الأحداث التي وقعت خلال عام 1963 في المغرب.

## الأحداث
- أكتوبر 1963 - اندلاع حرب الرمال بين الجزائر والمغرب.

### تعيين في المنصب
- 1 يناير – عبد الهادي التازي سفير المغرب لدى العراق.

## مواليد
- عبد العزيز أمزيان، قاصّ وشاعر مغربي.

### يناير
- 1 يناير – الحبيب الشوباني سياسي مغربي.
- 1 يناير – حسن حكمون موسيقي مغربي.
- 1 يناير – سمية بن خلدون
- 1 يناير – فاضل بن يعيش سياسي مغربي.
- 1 يناير – نور الدين بنسودة
- 6 يناير – فيليب بيرين

### فبراير
- 3 فبراير – حسن فاضل لاعب كرة قدم مغربي.
- 25 فبراير – عبد الفتاح رحياتي لاعب كرة قدم مغربي.[1]
- 15 فبراير – محمد التهامي العماري، كاتب ومترجم مغربي.

### مايو
- 13 مايو – حكيمة الحيطي، سياسية مغربية.
- 17 مايو - حسن المودن، أكاديمي وناقد ومترجم مغربي.

### أغسطس
- 20 أغسطس – باتريك دراحي رجل أعمال فرنسي مغربي مولود.
- 21 أغسطس – محمد السادس بن الحسن محمد السادس الملك الحالي للمغرب.[2]

### أكتوبر
- 11 أكتوبر – محمد ساحل لاعب كرة قدم مغربي.
- 21 أكتوبر – شفيق رشادي

### نوفمبر
- 16 نوفمبر – عادل الدويري سياسي ملاوي.

## وفيات

### فبراير
- 6 فبراير – محمد بن عبد الكريم الخطابي (مواليد 1882) زعيم مقاومة الريف بالمغرب.[3]